# Tordeuse de la pelure Capua
Adoxophyes orana
Espèce
La Tordeuse de la pelure Capua (Adoxophyes orana) est une espèce de lépidoptères (papillons) de la famille des Tortricidae. On lui donne souvent le nom de Capua ou Tordeuse Capua. Sa chenille est un insecte ravageur des arbres fruitiers, principalement les pommiers mais aussi les poiriers, les cerisiers, les pruniers, les abricotiers.

## Répartition
L'aire de répartition d’Adoxophyes orana comprend l'Europe et l'Asie, jusqu'au Japon.

## Description
L'adulte a une envergure de 17 à 22 mm. Les papillons mâles atteignent une envergure de 17 à 19 mm, les femelles de 19 à 22 mm. La tête et le thorax sont de couleur beige. Les ailes antérieures brun jaune, brunâtres ou gris jaunâtre. Les ailes postérieures sont grises ou brunes. L'imago vole sur deux générations entre mai et novembre.

## Biologie
La femelle dépose ses œufs par 20 à 100 unités sur la face supérieure des feuilles de pommiers. Les chenilles sont de couleur verte, jaune à vert olive. Les chenilles de première génération sont présentes en juin, celles de deuxième génération hivernent et se transforment en chrysalides en mai. Les pupes font 10 à 11 mm de long et sont de couleur brun foncé.
Les chenilles s'attaquent aux jeunes feuilles des pommiers puis à la peau des fruits immatures y laissant des marques indélébiles. Elles peuvent pénétrer dans le fruit et en provoquer sa chute prématurée.

## Liste des sous-espèces
Selon Catalogue of Life (17 août 2013) :
- Adoxophyes orana fasciata Walsingham, 1900

## Classification
Le nom valide complet (avec auteur) de ce taxon est Adoxophyes orana (Fischer von Röslerstamm (d), 1834).
L'espèce a été initialement classée dans le genre Tortrix sous le protonyme Tortrix orana Fischer von Röslerstamm, 1834.
Ce taxon porte en français les noms vernaculaires ou normalisés suivants : Capua, Petite tordeuse verte, Tordeuse de la pelure Capua.
Adoxophyes orana a pour synonymes :
- Adoxyphyes orana Fischer von Rosslerstamm
- Tortrix orana Fischer von Röslerstamm, 1834